# Anders Persson i Vä
Anders Persson (i riksdagen kallad Persson i Vä), född 7 november 1816 i Vä församling, Kristianstads län, död där 26 december 1884, var en svensk lantbrukare och politiker.
Persson företrädde bondeståndet i Albo och Gärds härader vid ståndsriksdagarna 1862/63 och 1865/66. Efter representationsreformen invaldes Persson av Gärds och Albo domsagas valkrets som ledamot av andra kammaren mandatperioden 1867–1869. Han var också landstingsman i Kristianstads län 1865–1872 och kommunalordförande i Vä.